# Uraz (województwo dolnośląskie)

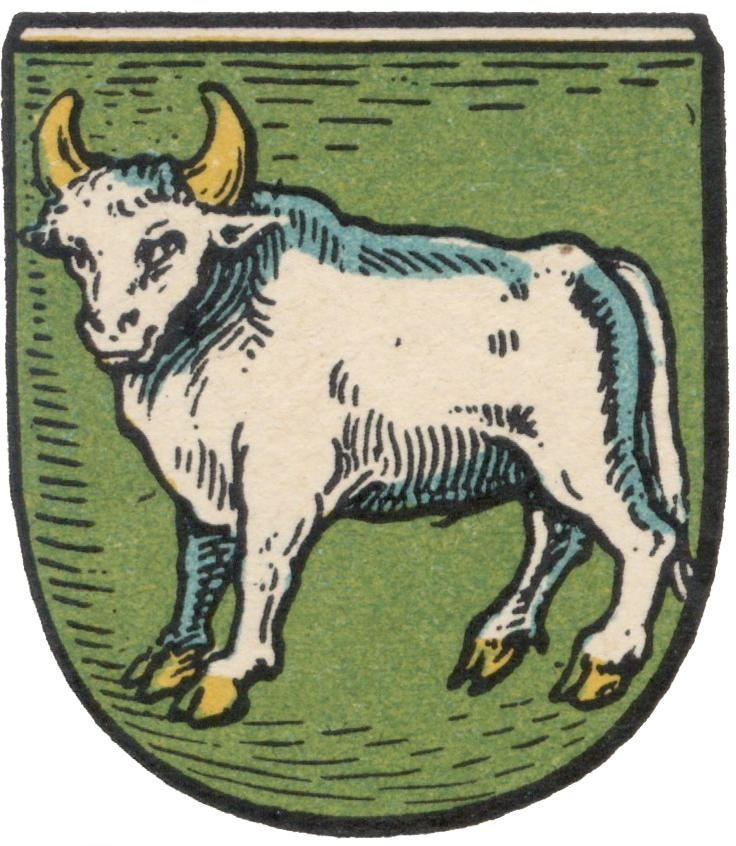
Historyczny herb Urazu

Uraz (niem. Auras) – wieś w Polsce, położona w województwie dolnośląskim, w powiecie trzebnickim, w gminie Oborniki Śląskie. Dawniej miasto; uzyskał lokację miejską przed 1288 rokiem, zdegradowany w 1945 roku. W latach 1975–1998 miejscowość należała administracyjnie do województwa wrocławskiego.
W Urazie znajdują się m.in. szkoła podstawowa, przedszkole oraz remiza OSP. Od 2007 r. w Urazie rozwija się marina turystyczna Port Uraz, będąca miejscem koncertów szantowych, wypożyczalnią sprzętu wodniackiego i żeglarskiego oraz pierwszym przystankiem na Odrze za Wrocławiem. Miejscowość zamieszkuje 949 osób (2011-03).
Do uraskiej parafii pw. św. Michała Archanioła należą również miejscowości Lubnów, Raków, Niziny.
Uraz, będąc przez niemal 500 lat miastem, posiada swój herb – byka na zielonym polu, kroczącego (heraldycznie) w prawo.

## Położenie
Miejscowość położona jest na prawym brzegu rzeki Odry, w odległości 7 km na południowy zachód od Obornik Śląskich i około 25 km na północny zachód od Wrocławia. Przez miejscowość przebiega droga wojewódzka nr 341.
Dzięki dogodnemu położeniu miejscowości – osiedla się w niej coraz więcej wrocławian.

## Toponimia
Z lat 1203–1218 pochodzi wzmianka, w której Henryk I Brodaty zapisał dochód ze swojej karczmy na klasztor w Trzebnicy i przekazał kilku poddanych z Uraz, Urac klasztorowi. W 1218 roku wymieniono kościół w Vraz. Nazwa miejscowości w zlatynizowanej formie Uras wymieniona jest w łacińskim dokumencie z 1312 roku wydanym w Głogowie we fragmencie Uras civitatem et castrum. W roku 1613 śląski regionalista i historyk Mikołaj Henel z Prudnika wymienił miejscowość w swoim dziele o geografii Śląska pt. Silesiographia podając jej łacińską nazwę: Aurasium. 12 listopada 1946 r. nadano miejscowości polską nazwę Uraz.

## Historia
Średniowiecze
Pierwsza wzmianka o grodzie i osiedlu wokół niego pochodzi z 1203. W połowie XIII w. w Urazie znajdował się książęcy gród, zarządzany przez kasztelana, np. w 1291 r. został nim rycerz Bogusz Wezenborg. Około 1319 r. rycerz Andreas Radak zbudował w miejscowości zamek. Uraz należał do książąt wrocławskich, później głogowskich, a potem ponownie wrocławskich.  Burgrabią zamku w 1344 r. był Hancko von Auras, w latach 1428–1443 właścicielem zamku był ród Czirnów, a w 1466 r. Jerzy z Podiebradów podarował uraskie dobra rycerzowi Christophowi von Skoppowi. W tym samym czasie Uraz uzyskał prawa miejskie. Jeden z kolejnych właścicieli – oleśnicki książę Konrad X Biały – ponownie przebudował zamek, a po jego śmierci (1492 rok) miasto kupił Christoph von Jörger. W następnych latach właściciele uraskich dóbr, jak i zamku, zmieniali się wielokrotnie.
II wojna światowa
W 1945 r. miasto zostało zdobyte przez wojska radzieckie, ulegając ciężkim zniszczeniom. Niemal całkowitemu zniszczeniu uległa pierzeja północna rynku. Uraz przekazano administracji polskiej, która dokonała wysiedlenia ówczesnej ludności do Niemiec i zastąpiła ją polskimi przesiedleńcami – głównie z dawnych Kresów Wschodnich. Ze względu na skalę zniszczeń, niewielka miejscowość została zakwalifikowana przez nowe władze do rzędu wsi. Odbudowy Urazu nie podjęto, zaś relikty jego miejskiego charakteru widoczne są we fragmentarycznie zachowanej, zwartej zabudowie rynku (obecnie pl. Wolności) z nieczynnym ratuszem. Do dziś przy wjeździe od strony Pęgowa, nieopodal cmentarza znajduje się obelisk, ze zdemontowanymi już tablicami, niegdyś upamiętniający poległych żołnierzy Armii Czerwonej.

## Zabytki
Do wojewódzkiego rejestru zabytków wpisane są:
- miasto, na uwagę zasługują zachowany układ miasta
- kościół parafialny pw. św. Michała Archanioła – wzmiankowany był już w 1218 r.; obecną formę i neogotyckie wykończenie nadały mu: gruntowna przebudowa w latach 1770–1789 oraz powojenne renowacje zakończone na przełomie roku 1951/1952. W kościele znajdują się rzeźby przywiezione przez repatriantów z Nawarii koło Lwowa[13]
- zespół zamkowy, XIII-XVIII w.:
  - park
  - zamek, uległ ruinie w latach 50. XX wieku
- dom, pl. Wolności 1, z końca XVIII w. budynek dawnej fabryki skóry powstały na przełomie XVII/XVIII wieku, z piwnicą o posadzce kamiennej i kolebkowych sklepieniach[13].
- dom, pl. Wolności 2, z przełomu XVIII/XIX w.
- dom, pl. Wolności 10, z przełomu XVII/XVIII w., z wykuszem

Inne zabytki
- zabytkowe budynki w centrum o konstrukcji szachulcowej z początku XVIII i XIX w.

## Szlaki turystyczne
- Szlak dookoła Wrocławia im. doktora Bronisława Turonia
- Szlak pieszy Uraz – Kąty Wrocławskie
- Trzebnicka pętla rowerowa[14]

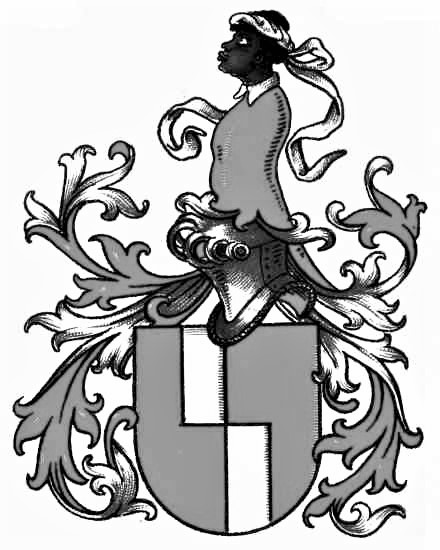
Herb rodu von Czirn
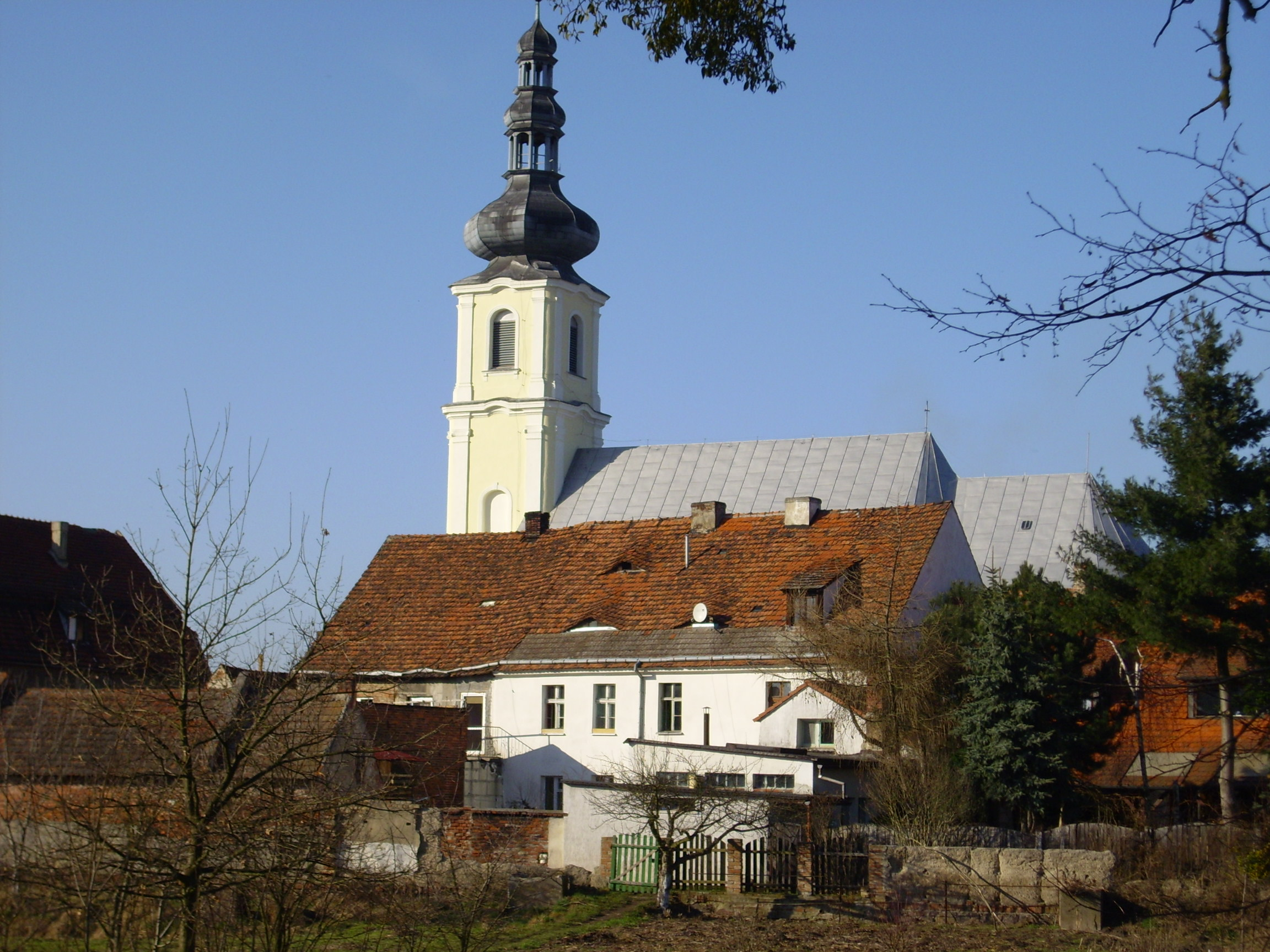
Kościół śś. Michała i Walentego
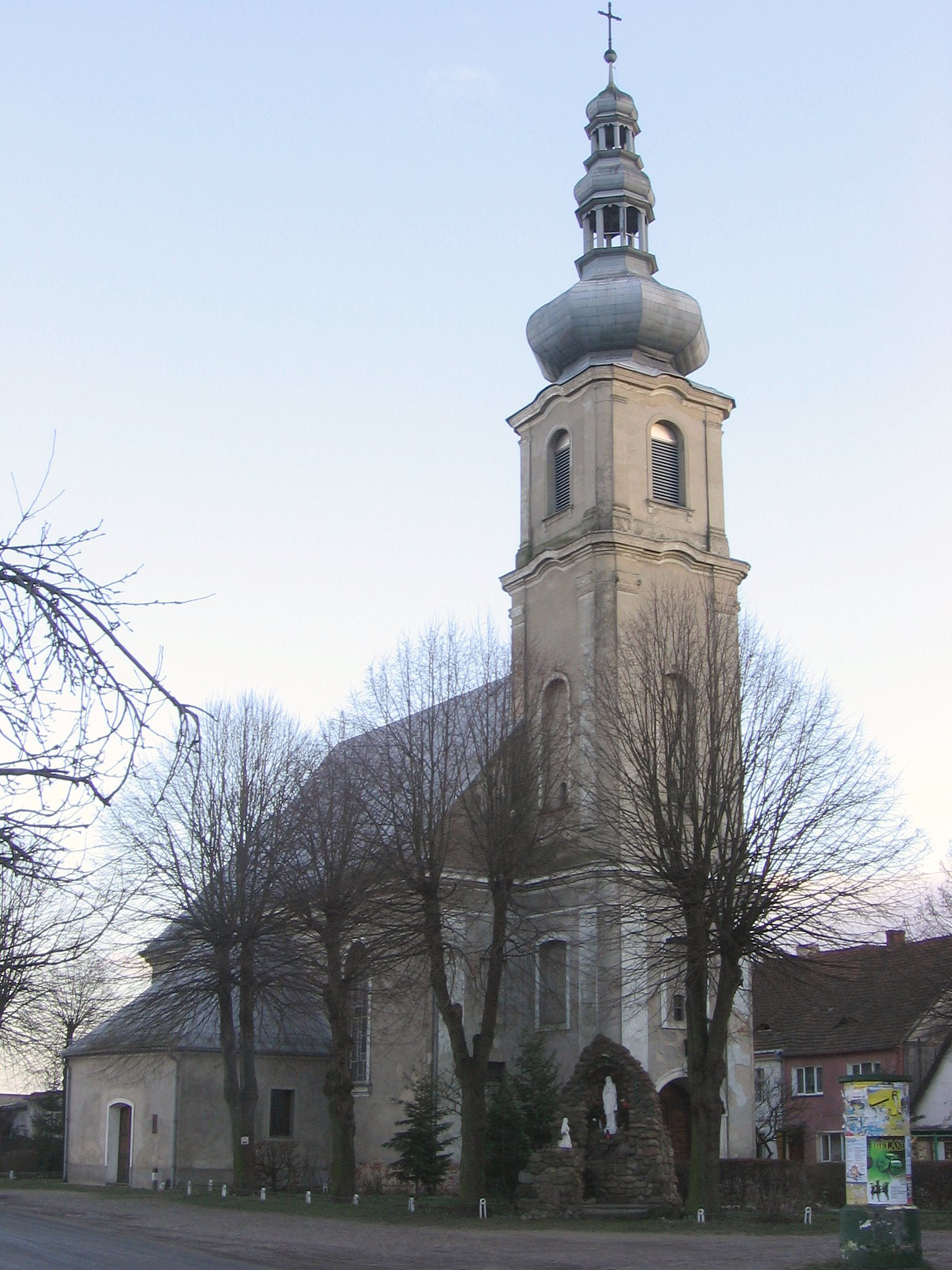
Kościół śś. Michała i Walentego
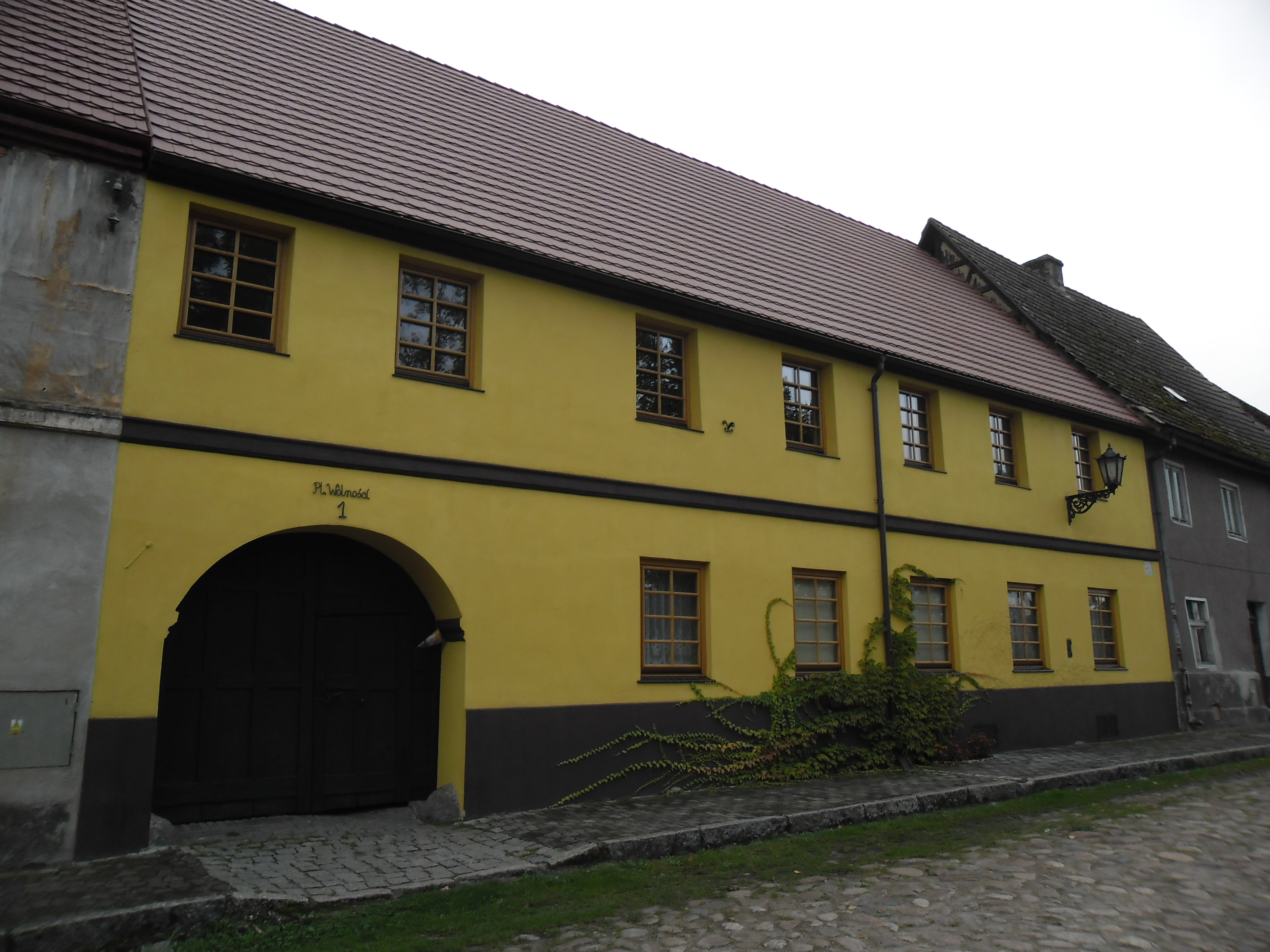
Dawna fabryka skór
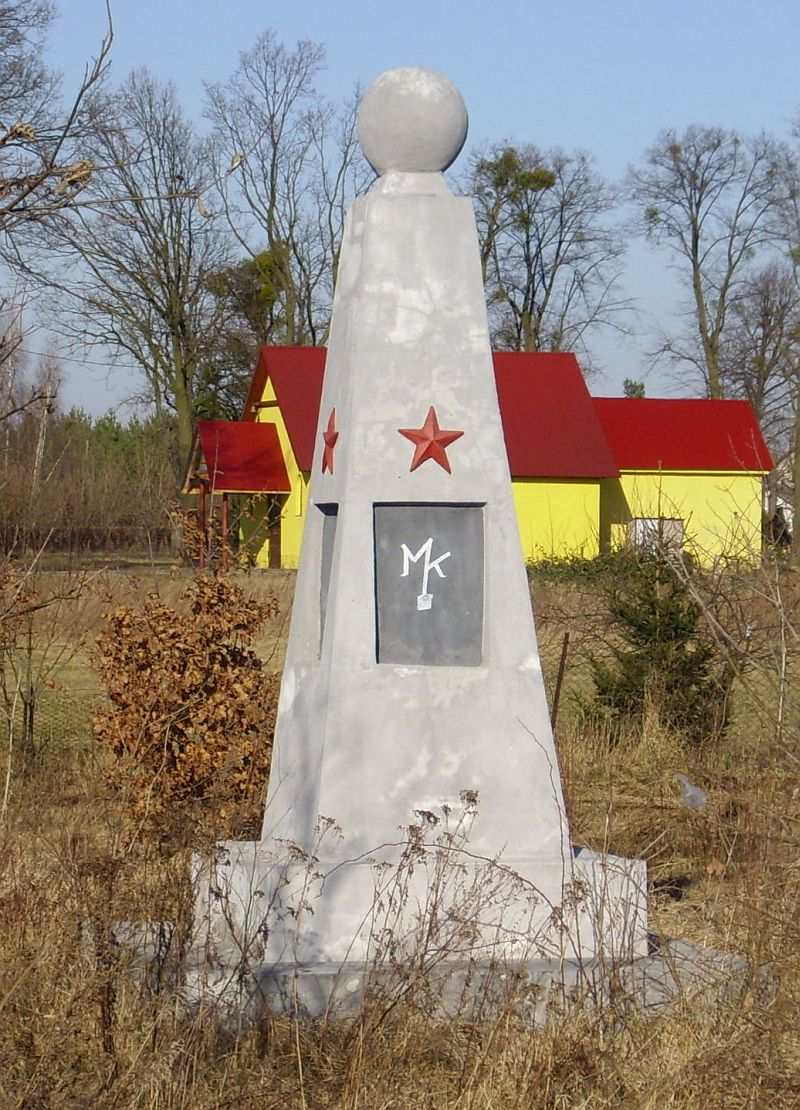
Obelisk
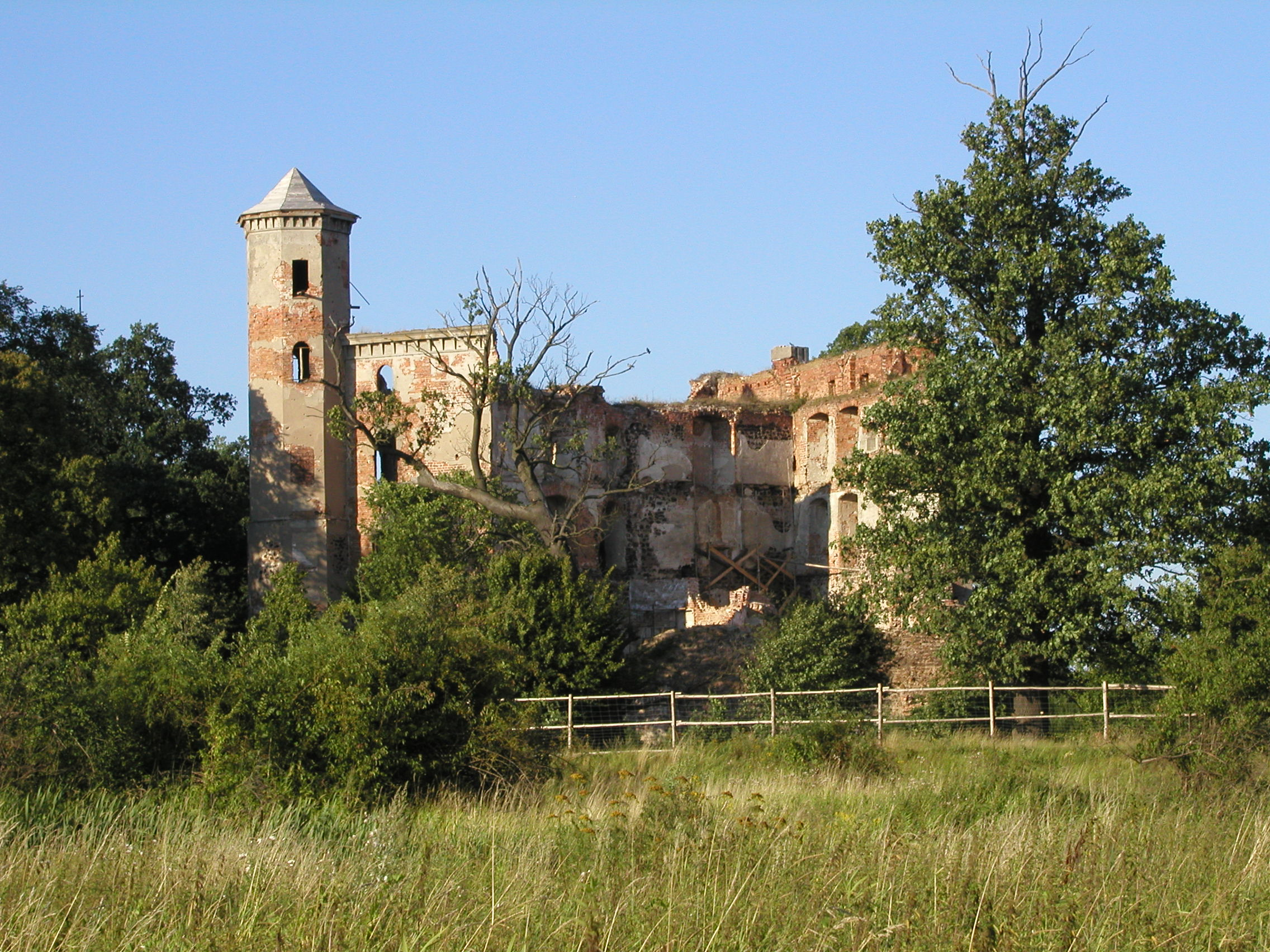
Zamek w Urazie